# Lobi (Vihula)
Pour les articles homonymes, voir Lobi.
Lobi est un village de la commune de Vihula du comté de Viru-Ouest en Estonie.
Au 31 décembre 2011, il compte 15 habitants.